# Wallace (Nebraska)
Wallace és una població dels Estats Units a l'estat de Nebraska. Segons el cens del 2000 tenia 329 habitants.

## Demografia
Segons el cens del 2000, Wallace tenia 329 habitants, 134 habitatges, i 97 famílies. La densitat de població era de 181,5 habitants per km².
Dels 134 habitatges en un 32,8% hi vivien nens de menys de 18 anys, en un 64,2% hi vivien parelles casades, en un 3,7% dones solteres, i en un 26,9% no eren unitats familiars. En el 26,1% dels habitatges hi vivien persones soles l'11,9% de les quals corresponia a persones de 65 anys o més que vivien soles. El nombre mitjà de persones vivint en cada habitatge era de 2,46 i el nombre mitjà de persones que vivien en cada família era de 2,95.
Per edats la població es repartia de la següent manera: un 28,9% tenia menys de 18 anys, un 4,6% entre 18 i 24, un 22,2% entre 25 i 44, un 24,3% de 45 a 60 i un 20,1% 65 anys o més.
L'edat mediana era de 42 anys. Per cada 100 dones de 18 o més anys hi havia 98,3 homes.
La renda mediana per habitatge era de 36.771 $ i la renda mediana per família de 41.346 $. Els homes tenien una renda mediana de 30.179 $ mentre que les dones 19.688 $. La renda per capita de la població era de 22.033 $. Aproximadament el 6,4% de les famílies i el 9,5% de la població estaven per davall del llindar de pobresa.

## Poblacions més properes
El següent diagrama mostra les poblacions més properes.